# Андре Роанн
Андре Роа́нн (фр. André Roanne, справжнє ім'я — Андре́ Альбе́р Луї́ Рау́ (фр. André Albert Louis Rahou); 22 вересня 1896, Париж, Франція — 4 вересня 1959, Канни, Франція) — французький кіноактор. За час своє акторської кар'єри знявся у 90 фільмах. Іноді він також виступав помічником режисера, сценаристом, техніком та монтажером фільмів.

## Життєпис
Адре Роан народився 22 вересня 1896 року в Парижі в сім'ї торговців. Дебютував у кіно в 1914 році ще бувши підлітком, знімаючись у короткометражних фільмах студії Gaumont. Душе швидко він став одним із найбільш затребуваних акторів та зіркою німого кіно 1920-х, знімаючись у Франції, Німеччині, Великій Британії та Австрії. Співпрацював з такими французькими та іноземними режисерами, як Гастон Равель, Жак Фейдер, Анрі Руссель, Луї Меркантон, Жак де Баронселлі, Анатоль Літвак, Карміне Галлоне та ін.
На рубежі 1930-х років Андре Роанн без складнощів перейшов від німого до звукового кіно, продовжуючи грати романтичних героїв як у Парижі, та і в Берліні, куди його часто запрошували для участі в кінопроєктах студії UFA. У 1930-х знімався переважно в пересічних драмах та комедіях, часто у парі з Фернанделем.
Під час Другої світової війни Роанн не знімався. У 1950-х грав провідні ролі в комедіях за участю Фернанделя та значно скромніші в інших фільмах, зокрема таких режисерів, як Ів Аллегре та Саша Гітрі.
Свою останню роль, комісара поліції, Роанн зіграв у кримінальній драмі «Жебрак і красуня» (1957) режисера Анрі Вернея за участю Анрі Відаля та Мілен Демонжо.
Андре Роанн помер 4 вересня 1959 року в Каннах у віці 62 років.

## Фільмографія (вибіркова)
| Рік  |    | Українська назва              | Оригінальна назва                 | Роль                                 |
| ---- | -- | ----------------------------- | --------------------------------- | ------------------------------------ |
| 1914 | кф | Син естрадної співачки        | Le fils de la divette             |                                      |
| 1915 | кф | У музиці                      | En musique                        |                                      |
| 1915 | кф | Навколо кільця                | Autour d'une bague                |                                      |
| 1915 | кф | Ноги і руки                   | Des pieds et des mains            | мосьє де Лестрак                     |
| 1916 | кф | Обіймаюча стопа               | Le pied qui étreint               | Кларен Жустель                       |
| 1916 | кф | Мосьє Пінсон полійейський     | Monsieur Pinson policier          |                                      |
| 1921 | ф  | Атлантида                     | L'Atlantide                       | Массар                               |
| 1922 | ф  | Втеча                         | L'évasion                         | Люсьєн Дюмон                         |
| 1923 | ф  | Пригноблений                  | Les opprimés                      | Філіпп де Орн                        |
| 1923 | ф  | Імперські фіалки              | Violettes impériales              | Граф Сен-Афремон                     |
| 1926 | ф  | Колиска бога                  | Le berceau de dieu                | Жозеф                                |
| 1926 | ф  | Крісло 47                     | Le fauteuil 47                    | Поль Северак                         |
| 1926 | ф  | Королева Мулен-Руж            | Die Königin von Moulin Rouge      | Сержус                               |
| 1927 | ф  | Золота безодня                | Der goldene Abgrund               | Жан Юдон                             |
| 1927 | ф  | Маленька шоколадна фабрика    | La petite chocolatière            | Поль Норман                          |
| 1928 | ф  | Історія маленького парижанина | La storia di una piccola Parigina | Ренато Ґавард                        |
| 1928 | ф  | Шофер мадемуазель             | Le chauffeur de Mademoiselle      |                                      |
| 1929 | ф  | Грішний і солодкий            | Sündig und süß                    | Джо Віллінгс, багатий чоловік із США |
| 1929 | ф  | Венера                        | Vénus                             |                                      |
| 1929 | ф  | Щоденник пропащої             | Tagebuch einer Verlorenen         | Граф Ніколя Оддорф                   |
| 1930 | ф  | Обвинувачений... встаньте!    | Accusée... levez-vous!            | Андрк Дарбуа                         |
| 1930 | ф  | Джокер                        | Le joker                          |                                      |
| 1930 | ф  | Попелюшка Парижа              | Cendrillon de Paris               | Жан-Поль                             |
| 1930 | ф  | Лист                          | La lettre                         | Джордж Нельсон                       |
| 1931 | ф  | Моя кузина з Варшави          | Ma cousine de Varsovie            | Юбер                                 |
| 1931 | ф  | Пісня нації                   | La chanson des nations            |                                      |
| 1931 | ф  | Все працює                    | Tout s'arrange                    | Жорж                                 |
| 1931 | ф  | Ніякого кохання!              | Calais-Douvres                    | Макферсон                            |
| 1931 | ф  | Глорія                        | Gloria                            | Боб Дешамп                           |
| 1932 | ф  | Ніколь та її доброчесність    | Nicole et sa vertu                | Люсьєн Версін                        |
| 1932 | ф  | Зерна краси                   | Grains de beauté                  | П'єр Дюмон                           |
| 1932 | ф  | Кохання на швидкості          | L'amour en vitesse                | Трессак                              |
| 1932 | ф  | Коньясс                       | Cognasse                          | Paul Fargeot                         |
| 1932 | ф  | Трикутник вогню               | Le triangle de feu                | інспектор Шарле                      |
| 1932 | ф  | Крихітка                      | Baby                              | лорд Грехем                          |
| 1933 | ф  | Полковий півень               | Le coq du régiment                | Люсьєн Лавіретт                      |
| 1933 | ф  | Париж-Довіль                  | Paris-Deauville                   | Жак Дюплан                           |
| 1934 | ф  | Ніч божевілля                 | Une nuit de folies                | Поль д'Ермон                         |
| 1934 | ф  | Подорож мосьє Перришона       | Le voyage de Monsieur Perrichon   | Арно Дерош                           |
| 1934 | ф  | Вершник Лафлер                | Le cavalier Lafleur               | д'Юрвіль                             |
| 1934 | ф  | Яка смішна дівчинка           | Quelle drôle de gosse!            | Поль                                 |
| 1934 | ф  | Таємниця Імберже              | Le mystère Imberger               | Макс                                 |
| 1935 | ф  | Ніч бомб                      | Un soir de bombe                  | Анрі                                 |
| 1936 | ф  | Наречена полку                | La mariée du régiment             |                                      |
| 1936 | ф  | Дівчата Парижа                | Jeunes filles de Paris            | Жо                                   |
| 1936 | ф  | Дівчата                       | Les demi-vierges                  | Лестранж                             |
| 1937 | ф  | Жиголетта                     | Gigolette                         |                                      |
| 1937 | ф  | Поліція устоїв                | Police mondaine                   | інспектор Поль                       |
| 1937 | ф  | Мій заступник і його дружина  | Mon deputé et sa femme            | Альбер                               |
| 1937 | ф  | Клуб аристократів             | Le club des aristocrates          | Андре                                |
| 1937 | ф  | Подорожуючі                   | Les gens du voyage                | лейтенант жандармерії                |
| 1938 | ф  | Паризьке кафе                 | Café de Paris                     | Мованс, шахрай                       |
| 1938 | ф  | Мережі шпигунства             | Gibraltar                         | лейтенант                            |
| 1939 | ф  | Маленька виразка              | Petite peste                      | Рауль Черне                          |
| 1939 | ф  | П'ять су Лавареда             | Les cinq sous de Lavarède         | Джим Стронг                          |
| 1939 | ф  | Сердечний союз                | Entente cordiale                  | Артур Бальфур                        |
| 1946 | ф  | Макадам                       | Macadam                           | Марвержвіс                           |
| 1951 | ф  | Боніфацій-сомнамбула          | Boniface somnambule               | Луї, злодій                          |
| 1952 | ф  | Це сталося в Парижі           | C'est arrivé à Paris              | завідувач ресторану                  |
| 1954 | ф  | Втрачена дівчинка             | La fille perdue                   | доктор Девілєр                       |
| 1954 | ф  | Мадемуазель Нітуш             | Mam'zelle Nitouche                |                                      |
| 1954 | ф  | Підпільники                   | Les clandestines                  | Грегуар Жиро                         |
| 1955 | ф  | Пеп встановлюють закон        | Les pépées font la loi            | професор / мосьє Шарль               |
| 1955 | ф  | Якби нам розповіли про Париж  | Si Paris nous était conté         | Дідро                                |
| 1956 | ф  | Нескромні                     | Les indiscrètes                   | Баррер                               |
| 1957 | ф  | Бідний і красуня              | Une manche et la belle            | комісар                              |